# Prioziorsk (Kazachstan)
Prioziorsk (kaz. Приозерск) – miasto zamknięte w środkowym Kazachstanie, w obwodzie karagandyjskim, nad jeziorem Bałchasz.